# Olof van der Meulen
Roelof Antonius van der Meulen, detto Olof (Sneek, 8 novembre 1968), è un ex pallavolista olandese.
Giocava nel ruolo di opposto.

## Palmarès

### Club
- Campionato giapponese: 1

1998-99
- Torneo Kurowashiki: 1

1999
- Coppa dei Paesi Bassi: 2

2002-03, 2003-04